# Cleptes pallipes
Cleptes pallipes är en stekelart som beskrevs av Amédée Louis Michel Lepeletier 1806. Cleptes pallipes ingår i släktet Cleptes, och familjen guldsteklar. Arten är reproducerande i Sverige.